# Сельве-Марконе
Сельве-Марконе (італ. Selve Marcone, п'єм. Selve) — муніципалітет в Італії, у регіоні П'ємонт,  провінція Б'єлла.
Сельве-Марконе розташоване на відстані близько 550 км на північний захід від Рима, 70 км на північний схід від Турина, 4 км на північ від Б'єлли.
Населення — 97 осіб (2014).

## Демографія
Населення за роками:

## Сусідні муніципалітети
- Андорно-Мікка
- Каллаб'яна
- Петтіненго
- П'єдікавалло
- Расса
- Тавільяно